# پردو هیل (آلاباما)
پردو هیل (به انگلیسی: Perdue Hill) یک منطقهٔ مسکونی در ایالات متحده آمریکا است که در شهرستان مونرو، آلاباما واقع شده‌است. پردو هیل ۱۱۷٫۰۴ متر بالاتر از سطح دریا واقع شده‌است.